# FK Ređina
FK Ređina (ital. Reggina 1914) je italijanski fudbalski klub iz Ređo di Kalabrije, Italija. Klub je osnovan 1914. godine i trenutno se takmiči u Seriji B. Ređina svoje mečeve na stadionu Oreste Granilo koji ima kapacitet od 27.763 mesta.
Osnovan pod imenom Unione Sportiva Ređo Kalabrija, tokom svoj postojanja klub je više puta menjao ime (1922 - Ređo Fut Bol Klab, 1928 - Ređina Sports Union, 1934 - Ređina Sports Asosijation, 1986 - Ređina Kalčo, 2015 - A.S.D. Ređo Kalabrija, 2016 - Urbs Ređina), dok sadašnje ime Ređina 1914 klub koristi od 2019. godine.
Nadimak kluba je "amaranti" (итал. Gli amaranto) po tamno-crvenoj boji kluba.
U sezoni 1964/65 klub se prvi put plasirao u Seriju B. U sezoni 1998/99 Ređina se prvi put plasirala u Seriju A, gde je u prvo provela dve sezone, a potom se, nakon jedne sezone u Seriji B, vratila se u Seriju A, gde je provela sledećih 7 sezona, sve do kraja sezone 2008/09. Nakon par sezona u Seriji B, klub je proveo par sezona u nižim rangovima italijanskog fudbala, da bi se u seriju B vratio u sezoni 2019/20.

## Istorija

### Osnivanje i period do drugog svetskog rata
Dana 11. januara 1914. godine, grupa sastavljena od 61 javnog službenika osnovala je fudbalski klub pod imenom Unione Sportiva Ređo Kalabrija. U prvim godinama klub nije imao stadion, već su se utakmice igrale na "Francuskim livadama", gde je bio teren sa podlogom od šljake. Tek 1922. počela je izgradnja stadiona koji se zvao "Crveni fenjer" u blizini luke, koja je trajala dve godine. Ipak već 1926, zbog radova u luci, stadion je morao da bude srušen.
U sezoni 1930/31. Ređina je prvi put zaigrala u tadašnjoj Prima Divizione, koja je bila treći rang takmičenja.
Za vreme drugog svetskog rata klub nije aktivan, sve do oslobođenja 1944. godine.

### Posleratni period
Nakon rata Ređina je počela takmičenje u Seriji C, gde je ostala do sezone 1951/52. Iz ovog doba kluba ostali su upamćeni Erminio Berčarič, koji je postigao 70 golova za klub od 1945. do 1949. i Alberto Gato, koji je čitavu karijeru proveo u Ređini, za koju je odigrao 361 utakmicu i postigao 48 golova, od 1952 do 1966. godine.

### Prvi put u Seriji B i povratak u Seriju C
Ređina je, predvođena trenerom Tomazom Mestrelijem, prvi put igrala u Seriji B u sezoni 1965/66, u kojoj je igrala sve do sezone 1973/74, kada je ispala u Seriju C. Sledećih 15 godina, Ređina je provela u Seriji C1 i C2.

### Povratak u Seriju B
U sezoni 1987/88., Ređina se, na čelu sa Neviom Skalom, plasirala u Seriju B. Sledeće sezone 1988/89. Ređina je bila na korak do Serije A. I dalje sa Skalom na klupi, na kraju sezone Ređina je imala isti broj bodova kao i četvrtoplasirani Kremoneze, ali je u doigravanju izgubila posle penala. Ređina je provela tri sezone u Seriji B, pre nego što je ispala u Seriju C kraju sezone 1990/91.
Povratak u Seriju B desio se u sezoni 1994/95, pod vođstvom trenera Đulijana Coratija i sa 20 golova Alfreda Aljetija. Predvođena Frankom Kolombom, Ređina je sezonu 1997/98. završila na šestom mestu u Seriji B. Sledeće sezone klub je predvodio Elio Gustineti i iako je imao dobre rezultate, otpušten je u drugom delu sezone, kada je predsednik kluba Paskvale Foti saznao da je u aprilu potpisao ugovor sa Empolijem. Ekipu je do kraja sezone vodio Bruno Bolki. Ređina se zahvaljujući pobedi nad Torinom od 2:1 u zadnjem kolu po prvi put u istoriji plasirala u Seriju A.

### Serija A
Ponovo predvođena Kolombom, Ređina je imala sastav koji je izborio promociju i pojačala se sa pozajmljenim mladim talentima iz većih klubova Pirlom i Kalonom iz Intera i Baroniom iz Lacia, dok je u januaru 2000, takođe na pozajmicu, iz Mančester Junajteda doveden i iskusni golman Taibi. Prvu utakmicu u Seriji A Ređina je odigrala 29. avgusta protiv Juventusa (1:1). Ređina je 19. septembra 1999. godine, golom Posancinija, ostvarila prvu pobedu u Seriji A, nad Bolonjom u gostima sa 1:0. U kupu Ređina je ispala od Pjaćence u prvom krugu (0:0 u prvoj utakmici i poraz od 2:0 u revanšu. Od značajnijih rezultata ove sezone treba pomenuti pobedu protiv Rome u gostima sa 2:0. Sa 11 golova najboljeg strelca Kalona, Ređina je izborila opstanak u istorijskoj prvoj sezoni u Seriji A, osvojivši 40  bodova i time je zauzela 12. mesto. Pošto je bio zadovoljan Taibijevim učinkom, klub ga je kupio od Junajteda nakon isteka pozajmice, iz Flamenga doveden je Mocart, koji je bio igrač sredine terena, odbrana je pojačana dovođenjem Martina Jiraneka, dok je Bruno Sirilo prodat Interu. Klub je bio blizu dovođenja Roberta Bađa, ali je on ipak potpisao za Brešu, jer mu je bila bliža kući. U klub su dovedeni i mladi portugalci Marko Kaneira i Paulo Kosta, koji su bili u suvlasništvu Ređine i Intera, a preko suvlasništva sa Kjevom dovedeni su Andrea Zanketa i Masimo Maracina, koji je kao strelac 16 golova za Kjevo u Seriji B prošle sezone, trebao da golgeterski zameni Kalona kome je istekla pozajmica.
Ređina je odlično otvorila sezonu pobedom nad Interom posle preokreta (2:1). Od značajnijih rezultata ove sezone su dve pobede nad Parmom i ona nad Milanom u zadnjem kolu prvenstva (2:1). U kupu Ređina je ispala od Atalante u šesnaestini finala (0:2 u prvoj utakmici, 0:0 u revanšu). U  januarskom prelaznom roku, Ređina je, kao klub sa najgorom odbranom i napadom u ligi pre zimske pauze, u nameri da pojača napad razmenila Posancinija za Dioniđija iz Sampdorije. Na kraju sezone 2000/01. Ređina je bila sa izjednačena po broju bodova sa Lečeom i Veronom. Leče, pošto je bio najbolji u međusobnim susretima je izbegao ispadanje, a Verona i Ređina su pitanje opstanka u Seriji A rešavale u doigravanju. Ređina je nakon poraza u prvoj utakmici, u gostima od 1:0, vodila u revanšu sa 2:0, ali zahvaljući pogotku Kosata, u 86. minutu Verona je sačuvala prvoligaški status, zahvaljujući pravilu gola u gostima. Na kraju sezone Inter je otkupio Ređinine udele u ugovorima Kaneire i Koste, Taibi prešao u Atalantu. Takođe, Maracina i Zanketa, vratili su se u Kjevo, a kao zamena za Maracinu doveden je Đanluka Savoldi iz Kozence.
U sezoni 2001/02 Ređina i dalje sa Kolombom na klupi i sa skoro istim sastavom u odnosu na prethodnu sezonu se vratila u Seriju A. Zahvaljujući golgeterskom učinku Savoldija i Dioniđija, uz podršku Koce i Mocarta na sredini terena, Ređina je na kraju bila treća u Seriji B. U kupu Ređina je ispala već u grupnoj fazi.
I pored uspeha, Kolombo se nije dogovorio sa klubom o nastavku saradnje, a umesto njega sezonu 2002/03 na klupi Ređine počeo je Bortolo Muti. Najveće pojačanje u povratničkoj sezoni u Seriji A bio je japanski reprezentativac Šunsuke Nakamura, koji je prešao iz Jokohama F. Marinosa, a pored transfera Bonacolija iz Parme i Paredesa iz Porta, pozajmljen je i di Mikele iz Udinezea. Sa učinkom od 5 poraza na 8 utakmica, Muti je u novembru, nakon poraza od Lacija (3:0) dobio otkaz, a zamenio ga Luiđi di Kanio. Od većih pobeda ističe se ona nad šampionom te sezone Juventusom, ostvarena u predzadnjem kolu (2:1). Sezona je bila neizvesna, a na kraju ligaškog dela Modena, Empoli, Ređina i Atalanta, su bili izjednačeni sa po 38 bodova. Ekipe Modene i Empolija, pošto su bile bolje u međusobnim susretima sva 4 kluba, izbegle su ispadanje, a Ređina je ponovo završila u doigravanju, ovaj put protiv Atalante. Nakon prve utakmice kući, koja je završena 0:0, a nakon što je Atalanta povela u revanšu, Ređina je golovima Koce i Bonacolija pobedila sa 2:1 i sačuvala prvoligaški status. U kupu Ređina je došla do osmine finala gde ih je čekao Juventus. Nakon poraza od 2:0 na domaćem terenu, Ređina je pobedila u revanšu u Torinu sa 1:0, ali je ispala.
Kolombo se treći put vratio u klub na početku sezone 2003/04 Nakon samo jedne pobede u prvih 10 kola, Kolombo je u novembru 2003. godine dobio otkaz, a zamenio ga je Đankarlo Kamoneze. u Kupu je u šesnaestini finala Ređina je bila bolja od Salernitane. U sledećem krugu takmičenja čekao ih je Inter. Na prvoj utakmici, na gostovanju u Milanu, Ređina je poražena sa 2:1. U revanšu Ređina je povela u 38. minutu i sa igračem manje uspešno je branila 1:0, koji su joj bili dovoljni za prolaz, sve do 93. minuta, kada se šut Kruza od stative odbio u golmana Belardija i potom u gol, za konačnih 1:1 i prolaz Intera. Ređina je te sezone, između ostalih, pobedila Parmu u gostima i Lacio kući, a pobedom nad Milanom (2:1) u pretposlednjem kolu izborila je opstanak. Sezonu u kojoj su najbolji strelci bili Koca i di Mikele, sa po 8 golova, Ređina je završila na 10. mestu. Na kraju sezone Jiranek je prodat Spartaku.
Sezonu 2004/05, Ređina je počela sa novim trenerom Valterom Macarijem, pošto sa Kamonezeom nije dogovoren nastavak saradnje. Na pozajmicu iz Milana doveden je mladi napadač Marko Borijelo. Od trijumfa u sezoni treba istaći pobedu nad Juventusom i Lacijom, kao i dve pobede nad Romom. U kupu Ređinu je već u šesnaestinifinala zaustavila Atalanta. Ređina, sa Bonacolijem kao najboljim strelcem (8 golova), je sačuvala prvoligaški status zauzevši 13. mesto u prvenstvu, iako je postigla samo 36 golova u sezoni, čak manje i od Breše, koja je ispala. Na kraju sezone klub je napustio Mocart, koji je prodat Spartaku i Nakamura koji je prodat Seltiku.
Pred početak sezone 2005/06 klub je od Atalante kupio mladog reprezentativca Italije napadača Rolanda Bjankija, kao zamenu za Bonacolija koji je pozajmljen Sampdoriji, a odbrana je pojačana dovođenjem Frančeska Modesta iz Askolija, a konkurenciju na golu trebao je da pojača Ivan Pelicoli, nekad velika nada, koji je prešao iz Rome. U oktobru 2005. godine, nakon povrede Bjankija, klub je kao zamenu angažovao Nikolu Amoruza, koji je potpisao ugovor kao slobodan igrač. U kupu Ređinu je u drugom kolu izbacio Napoli pobedom od 1:0. Od većih klubova, Ređina je pobedila Lacio i Parmu, gde je na obe utakmice bila domaćin. Ređina je ponovo izborila opstanak sa plasmanom na 13. mesto, uz pomoć 11 golova Amoruza, koji je bio najbolji strelac tima. Na kraju sezone Sampdorija je otkupila Bonacolija, koji je bio u suvlasništvu Parme i Ređine.
U predsezoni, Ređina je u Beču odigrala prijateljsku utakmicu sa Real Madridom, povodom 20 godina od kako je predsednik Foti u klubu. U avgustu 2006. Italijanska fudbalska federacija saopštila je da je, pored već poznatih klubova i Ređina učestvovala u nameštanju utakmica, što se saznalo prisluškivanjem telefona predsednika Ređine Fotija. Iako je traženo da se Ređina izbaci u niži rang takmičenja, na kraju kazna je bila oduzimanje 15 bodova u sezoni 2006/07., kao i novčana kazna u visini od 100.000 evra, dok je Paskvale Foti kažnjen sa zabranom aktivnosti u fudbalu na dve i po godine i novčano sa 30.000 evra. Ređinina žalba na kaznu je uvažena, tako da im je oduzeto 11 bodova, umesto prvobitnih 15. I pored kazne Ređina je sezonu završila na 14 mestu, najviše zahvaljujući fantastičnom tandemu Bjanki-Amoruzo koji je  ukupno postigao 35 od 52 gola Ređine te sezone (Bjanki 18 golova, a Amoruso 17 golova). Ove sezone Ređina je uspela da pobedi Romu, Parmu i u zadnjem kolu Milan.  U kupu Ređina je stigla do osmine finala, gde je dalje prošao Kjevo, iako je bilo nerešeno (2:2 i 1:1), zbog više golova u gostima. Na kraju sezone Macari je preuzeo Sampdoriju, a na njegovo mesto postavljen je Masimo Fikadenti. Nakon odlične sezone, Bjanki je prodat Mančester Sitiju za 13 miliona evra, dok je Pelicoli prešao u Lokomotivu iz Moskve.
Već tradicionalno loš start nove sezone i samo 5 bodova iz prvih 10 kola koštali su Fikadentija posla, a zamenio ga je Renco Ulivijeri. Ipak, ovo nije bio kraj promenama na klupi Ređine u sezoni 2007/08. jer je u martu 2008. Ulivijeri smenjen, a treći trener u sezoni je postao Nevio Orlandi. Ređina je u zadnja 4 kola, u kojima se sastajala sa direktnim konkurentima za opstanak i učinkom od 3 pobede i jednim nerešenim rezultatom, sačuvala prvoligaški status. Od većih pobeda treba istaći one nad Juventusom i Parmom. U kupu Ređina je završila takmičenje u osmini finala sa dva poraza od Intera (4:1 i 3:0). Amoruso je, kao i u sezoni 2005/06., bio najbolji strelac kluba, ovaj put sa 12 golova.
Najzvučnije pojačanje u sezoni 2008/09. bio je iskusni napadač Bernardo Koradi, koji je prešao u Ređinu kao slobodan igrač iz Mančester Sitija, kao zamena za Amoruza, koga je kupio Torino, a doveden je i mladi čileanski igrač vezista Karlos Karmona iz Deportivo O'Higinsa, dok je klub posle tri godine napustio Frančesko Modesto, koji je prodat Đenovi.  Od Palerma je otkupljen Franko Brijenca, koji je od januara 2008. igrao u Ređini kao pozajmljen igrač. U kupu u osmini finala od Ređine bio je bolji Udineze, nakon jedanaesteraca. U decembru 2008. godine, nakon poraza od Sampdorije (2:0), koji je bio deseti u sezoni, Orlandi je dobio otkaz, a zamenio ga je Đuzepe Pilon. Ipak ova promena nije donela rezultat, pa je Orlandi vraćen na mesto trenera 25. januara, posle perioda od nešto više od mesec dana, u kome je Ređina osvojila samo bod na 4 utakmice. Na kraju sezone Ređina je, sa osvojenim 31 bodom, zauzela predzadnje, 19. mesto u Seriji A i ponovo je ispala u Seriju B. Sa 30 golova, od kojih je najbolji strelac Koradi postigao 10, Ređina je bila najneefikasniji tim prvenstva.

### Serija B
Sezonu u Seriji B Ređina je počela sa Valterom Novelinom na klupi. Kao pojačanje iz Sampdorije kupljen je Bonacoli, koji se vratio na jug Italije posle četiri godine. Još jedan loš start sezone i samo 9 bodova u 10 utakmica, doveo je do promene na klupi Ređine, već krajem oktobra, kada je postavljen Ivo Jakoni. U kupu, Ređina je zaustavljena u četvrtom kolu od strane Palerma (4:1). Promena na poziciji trenera nije donela poboljšanje, pa je februaru 2010. godine Roberto Breda postavljen umesto Jakonija, pod čijim vođstvom je tim ostvario 5 pobeda i 7 poraza uz 2 nerešena susreta.
U sezoni 2010/11. Ređina je bila na putu povratka u Seriju A, pod vođstvom Đanluke Acorija. U kupu ekipa se plasirala u četvrto kolo, gde ih je izbacila Fjorentina. Bonacoli je sa 17 golova u ligaškom delu, predvodio Ređinu do šestog mesta, čime su se kvalifikovali za plej-of, gde ih je čekala Novara. Nakon 0:0 u prvoj utakmici u Ređo Kalabriji, u revanšu Ređina je nakon primljenog gola, preokrenula rezultat sa dva pogotka Bonacolija. Ipak, u 90. minutu Novara je golom Rigonija izjednačila rezultat na 2:2 i prošla zahvaljujući boljem plasmanu u ligaškom delu takmičenja.
Sezonu 2011/12. sa klupe je počeo Roberto Breda, ali je otpušten u januaru 2012. godine, nakon serije od 7 utakmica bez pobede. Njegova zamena bio je Anđelo Greguči, koji je vodio tim do aprila, kada je klub odlučio da vrati Bredu na mesto trenera, sa kojim je Ređina završila sezonu na desetom mestu. U kupu Ređina je završila takmičenje već u trećem kolu, porazom od Modene. 2012. godine, zbog skandala oko nameštanja utakmica, Ređina je kažnjena oduzimanjem 4 boda u sezoni 2012/13., što je smanjeno na 2 boda nakon uspešne žalbe.
Pred početak sezone 2012/13. za novog trenera postavljen je bivši igrač kluba David Dioniđi. U Kupu Italije Ređina je stigla do osmine finala, gde je poražena od Milana sa 3:0. U martu 2013. godine, nakon poraza od Čezene, Ređina, koja se borila za opstanak, otpustila je Dioniđija, a kao zamena do kraja sezone, doveden je Đuzepe Pilon, koji je vodio klub u sezoni 2008/09.
Sezona 2013/14. je bila katastrofalna za klub. Đanluka Acori, koji se vratio u klub nakon 2 godine, dobio je otkaz već u oktobru, a zamenio ga je Fabricio Kastori. Nakon što je u 6 utakmica ostvario po jednu pobedu i nerešen rezultat i 4 poraza, klub je vratio Acorija na mesto trenera već u decembru 2013. godine. Ipak povratak Acorija nije doneo poboljšanje u igri, pa je početkom 2014. godine ponovo dobio otkaz, a klub je pitanje trenera rešio iz internih redova, postavivši do kraja sezone Frančeska Galjardija i Dijega Zanina. Pet kola pre kraja sezone Ređina je i matematički ispala u Legu Pro, kada su joj oduzeta 2 boda zbog kršenja pravila o plaćanju igrača. U četvrtom kolu kupa Kjevo je bio bolji sa 4:1.

### Lega Pro
U sezoni 2014/15. na klupi je bio bivši igrač kluba Frederiko Koca, koji je dao ostavku u novembru, sa klubom koji se nalazio u zoni ispadanja. Zamenu za Kocu Ređina je našla u svojim redovima, pa su klub privremeno preuzeli Pjerantonio Torteli i Đuzepe Padovano. Nakon dva kola, u decembru klub je preuzeo Roberto Alberti Macafero. Krajem aprila i dalje u zoni ispadanja, Ređina je čak četvrti put u sezoni promenila trenera, Macafera je zamenio Đakomo Tedesko, još jedan bivši igrač kluba. U aprilu Ređina je dobila kaznu zbog administrativnih nepravilnosti, zbog kojih joj je oduzeto 12 bodova (ukupno 16 s obzirom da je od ranije imala kaznu od 4 boda), što je smanjeno na 6 nakon uspešne žalbe. Na kraju sezone Ređina je ispala u Seriju D, sa bodom manje od Savoje. Ipak, Ređina se našla u baražu za opstanak, zahvaljujući usvojenoj žalbi kojom im je umesto 3 oduzet 1 bod, čime su završili ispred Savoje, koja je ispala. Na dve utakmice protiv rivala Mesine, Ređina je, zahvaljujući pobedama od po 1:0 izborila opstanak u Legi Pro. U kupu Ređina je, porazom od Kasertane, ispala već u prvom kolu.

### Serija D
Na početku sezone 2015/16., zbog propuštanja roka da se registruju za Legu Pro, Ređina je u julu 2015. godine proglasila bankrot. Grupa preduzetnika, predvođena Mimom Pratikom, je ponovo pokrenula klub, skupila neophodna sredstva i prijavila se za učešće u Seriji D. Klub je u novoj formi, pod imenom "A.S.D. Ređo Kalabrija", registrovan za nastup u Seriji D u sezoni 2015/16. Zahvaljujući odličnim rezultatima, Ređina se našla u plej-ofu, ali je poražena u prvoj rundi od Kavezea sa 2:1.
Nakon reforme Lege Pro, kada je broj klubova povećan sa 48 na 60, koji su raspoređeni u 3 grupe po regionalnom principu, Ređina se prijavila da popuni upražnjeno mesto u Legi Pro, što joj je odobreno.

### Serija C
U povratničkoj sezoni 2016/17. Ređinu je sa klupe prevodio Karel Zeman, koji je sa osvojenih 45 bodova uspešno izborio opstanak, a na kraju sezone, po isteku ugovora, napustio je klub.
Novi trener na početku sezone 2017/18. postao je Ađenore Maurici, koji je u aprilu 2018. obezbedio opstanak u Seriji C.
Sezonu 2018/19. Ređina je počela sezonu predvođena Robertom Čevolijem, koji je zamenio Mauricija. 10. januara 2019. godine italijanski biznismen Luka Galo je postao većinski vlasnik kluba i preuzeo je funkciju direktora kluba. Čevoli je početkom februara dobio otkaz, a nasledio ga je Masimo Drago, međutim već 2 meseca kasnije u klub je vraćen Červoli. U februaru 2019. Ređini je prvobitno oduzeto 6 bodova, zbog finansijskih nepravilnosti, što je posle žalbe smanjeno na 4 boda.
Ređina je pred sezonu 2019/20. dovela Hermana Denisa iz Univerisitarija de Deportesa i Reginalda iz Monce, dva igrača sa višegodišnjim iskustvom igranja u Italiji. U kupu Ređina je poražena od Empolija u drugom kolu. Predvođena Domenikom Toskanom na klupi, Ređina je igrala odlično i nakon 30 kola bila je prva u Grupi C Serije C, sa osvojenih 69 bodova. U martu 2020. godine, zbog pandemije sezona u Seriji C je prekinuta, a Ređina je kao prvoplasirana u svojoj grupi u momentu prekida, izborila pravo na učešće u Seriji B sledeće sezone.

### Serija B
Za nastup u Seriji B, posle 6 godina, Ređina se pojačala dovođenjem iskusnih igrača Meneza i Lafertija. U decembru 2020. godine, posle serije od 6 poraza u 7 utakmica i sa učinkom od samo 2 pobede u 12 kola, Toskano je smenjen, a zamenio ga je Marko Baroni.

## Rivaliteti
Ređina je veliki rival sa komšijskom Mesinom. Zbog činjenice da ova dva grada razdvaja Mesinki moreuz, utakmice ova dva kluba nazivaju se "Derbi moreuza". U sezoni 2014/15, Ređina je sa dve pobede od po 1:0, bila bolja od Mesine, čime je izborila opstanak u Legi Pro, a velikog rivala je poslala u Seriju D.
Krotone je drugi klub sa kojim Ređina deli rivalitet. Utakmice ova dva rivala nazivaju se "Derbi Velike Grčke", jer oba grada pripadaju delu južne Italije, koji su Rimljani nazivali Velika Grčka.
Treći veliki rivalitet vlada između Ređine i Katancara, gde se utakmice ovih klubova iz Kalabrije smatraju derbijima.

## Zanimljivosti
Himna kluba je pesma "Napred Ređina" (итал. Vai Reggina) Rafaela Di Pjetra.

## Spoljašnje veze
- Zvanični sajt kluba